# Fire Force (gra komputerowa)
Fire Force – gra zręcznościowa wydana w 1992 roku przez firmę ICE na komputery Amiga oraz Atari ST. W grze wcielamy się w komandosa Navy Seals, który w pojedynkę będzie musiał wykonać różnego rodzaju zadania. Autorami tej produkcji są zaledwie dwie osoby, programista Dave Gibbons oraz grafik Steve Day. Muzykę i efekty dźwiękowe tworzyli wspólnie. 

## Opis
W grze mamy do wykonania do wykonania 12 misji o coraz większym stopniu trudności. W ich wykonaniu pomoże nam arsenał jaki możemy sobie wybrać przed wykonaniem każdej z nich. Ze sobą możemy zabrać ograniczoną ilość ekwipunku - 26 kg. Każdy z elementów uzbrojenia ma swoją wagę i musimy odpowiednio równoważyć wyposażenie uwzględniając ten czynnik.
Wymagania gry to Amiga bądź Atari ST z 512 kB pamięci. Na Amidze gra ukazała się na dwóch dyskietkach DD ale miała także swoją reedycje CD na Amigę CD 32. Ta wersja niczym nie różni się od wcześniejszej.

## Odbiór
Gra zebrała dosyć zróżnicowane recenzje, od 90% w The Amiga One (wydanie z października 1992) po 30% w Amiga Joker (wydanie z grudnia 1992).